# White Sulphur Springs, Montana
White Sulphur Springs är administrativ huvudort i Meagher County i Montana. Countyts museum kallas The Castle och är ursprungligen Bryon Roger Shermans herrgård från år 1892.